# マルコ・ブラト
マルコ・ブラト（Marko Bulat (クロアチア語発音: [mâːrko bùlat]、2001年9月26日 - ）は、クロアチア・シベニク出身のプロサッカー選手。クロアチアのNKディナモ・ザグレブ所属。ポジションはMF。
サッカー選手であったヨシップの息子であり、イヴァン・ブラトの甥でもある。

## タイトル
シベニク
- ドルガHNL : 1回 (2019-20)

ディナモ・ザグレブ
- プルヴァHNL : 1回 (2021-22)